# Evangelisch-reformierte Kirche Schweiz

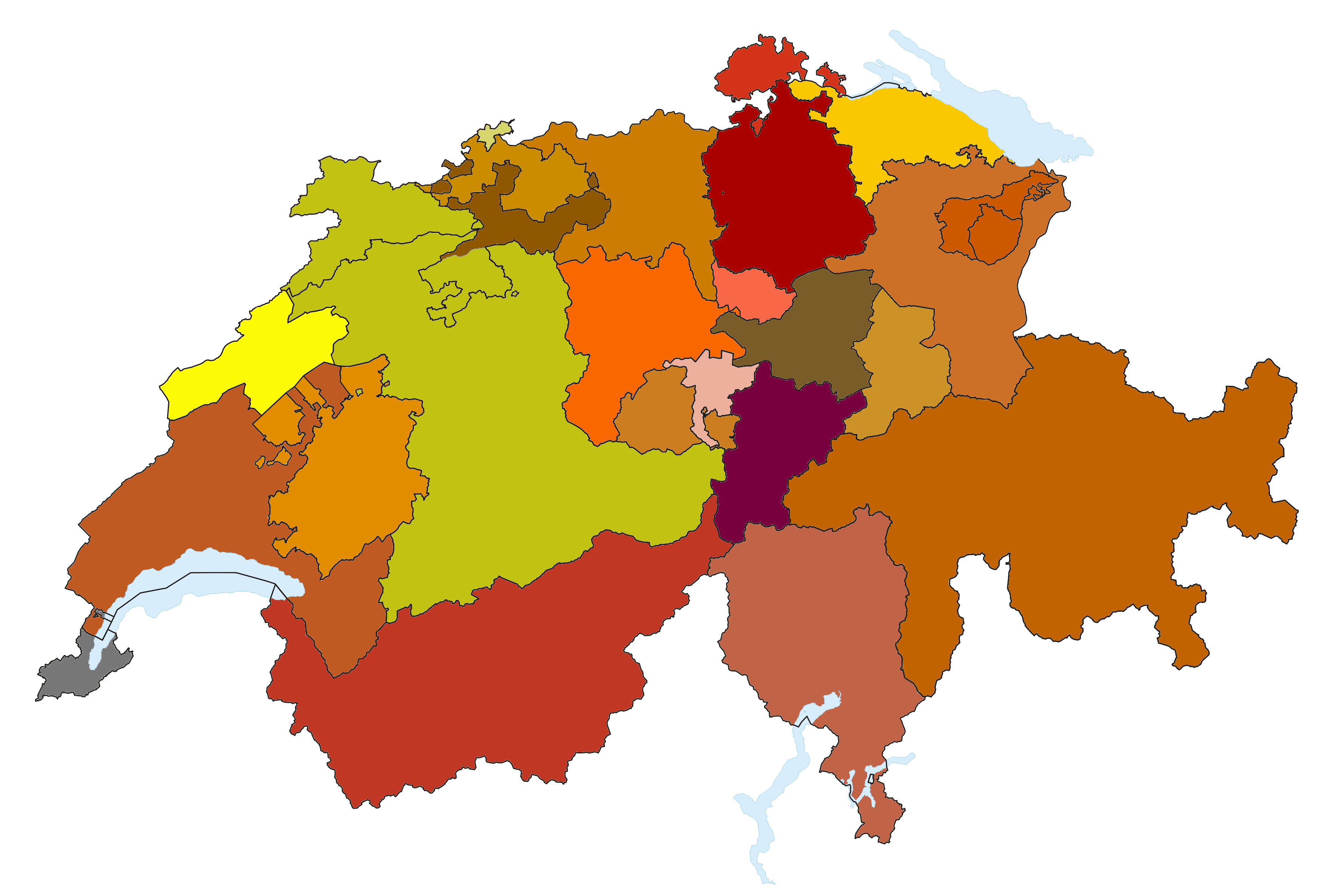
Die reformierten Landeskirchen der Schweiz

Die Evangelisch-reformierte Kirche Schweiz (kurz EKS; bis Jahresende 2019 Schweizerischer Evangelischer Kirchenbund SEK) mit Sitz in Bern ist der Zusammenschluss der reformierten Kantonalkirchen (zumeist – mit Ausnahme der Kantone Neuenburg und Genf – Landeskirchen) und der Evangelisch-methodistischen Kirche in der Schweiz.
Die EKS ist ein zivilrechtlicher Verein mit 25 Mitgliedern (Stand 2021).

## Geschichte
Vorgängerorganisationen waren die evangelische Tagsatzung und die 1858 entstandene «Schweizerische reformierte Kirchenkonferenz». Eine offizielle konfessionelle Lehre gibt es nicht, die Kirchen sehen sich als «bekenntnisfrei».
Der SEK wurde am 7. September 1920 gegründet. Ort der Gründungsversammlung war das Stadthaus Olten. Mitglieder waren 15 reformierte Kirchen und zwei Diasporaverbände (reformierte Minderheiten in katholischen Kantonen).
1921 wurden die kantonalen Kirchen der Kantone Genf, Neuenburg und Waadt aufgenommen, 1922 die Bischöfliche Methodistenkirche.
1946 gründete der SEK das Hilfswerk der Evangelischen Kirchen der Schweiz (HEKS).
1959 trat der SEK der Konferenz Europäischer Kirchen bei.
1973 wurde eine Erklärung der gegenseitigen Anerkennung der Taufe zwischen dem SEK, der Schweizer Bischofskonferenz und der Christkatholischen Kirche unterzeichnet.
2018 beschloss der «Schweizerische Evangelische Kirchenbund», sich per Anfang 2020 als Evangelisch-reformierte Kirche Schweiz (EKS) neu zu organisieren und sich eine entsprechende Verfassung zu geben.
An der Rechtsform hat sich damit nichts geändert, die EKS ist dieselbe juristische Person wie der SEK, rechtlich handelt es sich um eine Änderung des Vereinsnamens verbunden mit einer Statutenrevision. Die Vereinsstatuten werden vereinsintern als „Verfassung“ bezeichnet, die Mitgliederversammlung als „Synode“.
Im August 2019 befürwortete der SEK die zivilrechtliche Trauung gleichgeschlechtlicher Paare.
Am 27. Mai 2020 trat Ratspräsident Gottfried Locher zurück im Zusammenhang mit einer Beschwerde, zu deren Inhalt «aus Gründen des Persönlichkeitsschutzes» keine weiteren Angaben gemacht wurden; ob die Vorwürfe mit einer Strafklage einhergingen, wurde ebenfalls nicht kommuniziert. Die NZZ berichtete über «amouröse Verstrickungen» Lochers.

## Organe

### Rat
Der Rat ist das Exekutivorgan des EKS und wird durch den Präsidenten geführt. In der Regel treffen sich die sieben Mitglieder (bis 2010 neun Mitglieder) des Rats einmal im Monat zu einer zweitägigen Sitzung in Bern.
Aktuelle Ratsmitglieder sind (Stand 15. Januar 2024), in Klammer (Kantonal-)Kirche:
- Rita Famos (ZH), Präsidentin
- Michel Rudin (LU)
- Catherine Berger (AG)
- Pierre-Philippe Blaser (FR)
- Florian Schubert (NE)
- Ruth Pfister-Murbach (TG)
- Philippe Kneubühler (BEJUSO)

Bisherige Ratspräsidenten
- 1920–1921: Wilhelm Hadorn
- 1921–1930: Otto Herold
- 1930–1941: Eugène Choisy
- 1941–1954: Alphons Koechlin
- 1954–1962: Henri D’Espine
- 1962–1965: Alphonse Küenzi
- 1966–1970: Alexandre Lavanchy
- 1970–1978: Walter Sigrist
- 1978–1986: Jean-Pierre Jornod
- 1986–1998: Heinrich Rusterholz
- 1999–2010: Thomas Wipf
- 2011–2020: Gottfried W. Locher
- 2020–: Rita Famos

### Synode
Die Synode (bis 2019 Abgeordnetenversammlung) ist das Parlament (Legislative) der EKS. Sie tritt zwei Mal pro Jahr zusammen, im Juni als Gast einer Mitgliedkirche, im November in Bern. Die Mitgliedkirchen sind mit rund 80 Synodalen vertreten, die Diakonie- und die Frauenkonferenz stellen je zwei Delegierte mit Rede- und Antragsrecht.
Die Synode wählt das Präsidium und die Mitglieder des Rates, nimmt den Jahresbericht entgegen und beschliesst über Budget und Jahresrechnung. Sie kann dem Rat auf dem Weg von Motionen und Postulaten Aufträge erteilen, über Interpellationen Auskünfte verlangen und in Resolutionen ihre Haltung zu aktuellen Fragen zum Ausdruck bringen.

### Geschäftsstelle
Die Geschäftsstelle am Sulgenauweg 26 in Bern beschäftigt rund 35 Personen in den Bereichen:
- Theologie und Ethik
- Kirchenbeziehungen
- Aussenbeziehungen und Werke
- Kommunikation
- Zentrale Dienste

Geleitet wird sie seit dem Februar 2016 von Hella Hoppe.

## Ökumenische Beziehungen
Die EKS ist Mitglied in zahlreichen ökumenischen Organisationen, beispielsweise in der Arbeitsgemeinschaft christlicher Kirchen in der Schweiz (AGCK Schweiz), im Ökumenischen Rat der Kirchen, in der Weltgemeinschaft Reformierter Kirchen und in der Gemeinschaft Evangelischer Kirchen in Europa.

## Mitgliedkirchen
Das Gebiet der Schweiz gliedert sich in 24 reformierten Kantonalkirchen. Als weiteres Mitglied der EKS ist die Evangelisch-methodistischen Kirche nicht auf ein Kantonsgebiet beschränkt, sondern umfasst in der Schweiz rund 100 Standorte.
| Mitgliedkirche                                                           | Präsidium                                        | Mitglieder | Kirchgemeinden | Fläche (km²) | Verwaltungssitz |
| ------------------------------------------------------------------------ | ------------------------------------------------ | ---------- | -------------- | ------------ | --------------- |
| Reformierte Landeskirche Aargau                                          | Kirchenratspräsident: Christoph Weber-Berg       | 144’155    | 75             | 1'404        | Aarau           |
| Evangelisch-reformierte Landeskirche beider Appenzell                    | Kirchenratspräsident: Martina Tapernoux-Tanner   | 21’779     | 21             | 416          | Trogen          |
| Evangelisch-reformierte Kirche des Kantons Basel-Landschaft              | Kirchenratspräsident: Christoph Herrmann         | 77’559     | 35             | 518          | Liestal         |
| Evangelisch-reformierte Kirche Basel-Stadt                               | Kirchenratspräsident: Lukas Kundert              | 23’305     | 7              | 37           | Basel           |
| Reformierte Kirchen Bern-Jura-Solothurn                                  | Synodalratspräsidentin: Judith Pörksen Roder     | 532’125    | 213            | 7'060        | Bern            |
| Evangelisch-reformierte Kirche des Kantons Freiburg                      | Synodalratspräsident: Pierre-Philippe Blaser     | 40’257     | 16             | 1'671        | Murten          |
| Église Protestante de Genève                                             | Präsidentin des Konsistorialrats: Chantal Eberlé | 45’284     | 31             | 282          | Genf            |
| Evangelisch-reformierte Landeskirche des Kantons Glarus                  | Kirchenratspräsident: Sebastian Doll             | 12’673     | 12             | 685          | Glarus          |
| Evangelisch-reformierte Landeskirche Graubünden                          | Kirchenratspräsidentin: Erika Cahenzli           | 61’158     | 78             | 7’105        | Chur            |
| Evangelisch-Reformierte Landeskirche des Kantons Luzern                  | Synodalratspräsidentin: Lilian Bachmann          | 38’551     | 10             | 1’493        | Luzern          |
| Église réformée évangélique du canton de Neuchâtel                       | Synodalratspräsident: Yves Bourquin              | 36’946     | 9              | 802          | Neuenburg       |
| Evangelisch-reformierte Kirche Nidwalden                                 | Kirchenratspräsident: Reto Bazzani               | 4’118      | 3              | 276          | Stans           |
| Verband der evangelisch-reformierten Kirchgemeinden des Kantons Obwalden | Präsident des Verbandsrats: Michael Candrian     | 2’830      | 2              | 491          | Sarnen          |
| Evangelisch-reformierte Kirche des Kantons St. Gallen                    | Kirchenratspräsident: Martin Schmidt             | 97’043     | 40             | 2'026        | St. Gallen      |
| Evangelisch-reformierte Kirche Kanton Schaffhausen                       | Kirchenratspräsident: Wolfram Kötter             | 26’700     | 28             | 298          | Schaffhausen    |
| Evangelisch-reformierte Kantonalkirche Schwyz                            | Kirchenratspräsident: Erhard Jordi               | 17’187     | 6              | 908          | Küssnacht       |
| Evangelisch-reformierte Kirche im Kanton Solothurn                       | Synodalratspräsidentin: Evelyn Borer             | 23’497     | 13             | 528          | Olten           |
| Chiesa evangelica riformata nel Ticino                                   | Synodalratspräsident: Stefano D'Archino          | 12’777     | 3              | 2'812        | Lugano          |
| Evangelische Landeskirche des Kantons Thurgau                            | Kirchenratspräsidentin: Christina Aus der Au     | 88’876     | 61             | 991          | Frauenfeld      |
| Evangelisch-reformierte Landeskirche Uri                                 | Kirchenratspräsident: Kurt Rohrer                | 1'622      | 1              | 1'077        | Altdorf         |
| Église Évangélique Réformée du canton de Vaud                            | Synodalratspräsidentin: Anne Abruzzi             | 185’199    | 87             | 3'212        | Lausanne        |
| Evangelisch-reformierte Kirche des Wallis                                | Synodalratspräsident: Gilles Cavin               | 20’812     | 10             | 5'224        | Sitten          |
| Evangelisch-reformierte Kirchgemeinde des Kantons Zug                    | Kirchenratspräsident: Ursula Müller-Wild         | 16’042     | 1              | 239          | Zug             |
| Evangelisch-reformierte Landeskirche des Kantons Zürich                  | Kirchenratspräsident Esther Straub               | 396’876    | 130            | 1'729        | Zürich          |
| Evangelisch-methodistische Kirche in der Schweiz                         | Bischof Stefan Zürcher                           | 5'123      | 62             |              | Zürich          |